# Dingle (Liverpool)

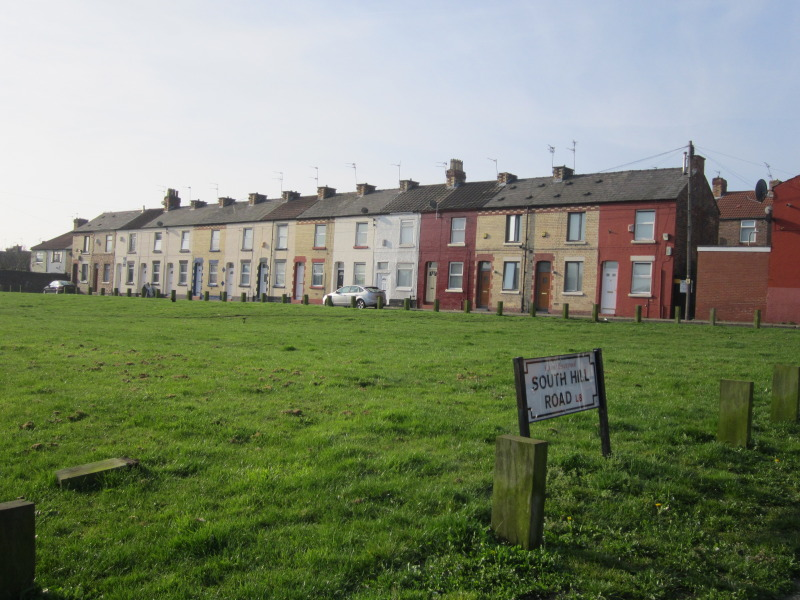
Cases a South Grove,a la cruïlla de South Hill Road i Park Road al districte de Dingle, Liverpool, Anglaterra.

Dingle (conegut localment com the Dingle) és una zona de al centre de la ciutat Liverpool, Merseyside, Anglaterra. És al sud de la ciutat envoltat pels districtes adjacents de Toxteth i Aigburth. Al cens de 2001 Dingle tenia 13.246 habitants. Dingle és el districte més meridional al centre de la ciutat de Liverpool. Més al sud de Dingle hi ha els suburbis. Aquesta zona és tradicionalment ocupada per gent de classe treballadora, els habitatges són majoritàriament cases adossades, encara que molts dels carrers, estan sent eliminats per deixar espai per a un altre tipus d'habitatges.
De la mateixa manera que molts districtes a Liverpool, no hi ha un acord universal sobre els límits de Dingle. L'antic municipi de Toxteth Park cobreix una àrea molt més gran que abasta Parliament Street, Lodge Lane, Smithdown Road, Penny Lane, Greenbank Road, Aigburth Vale i St Michael-in-the-Hamlet. Alguns vilatans consideren Dingle dins de l'àrea abastada per Warwick Street, al nord, Princes Road, Devonshire Road i Dingle Lane. Alguns defineixen la carrerada que l'anterior però només fins al Carrer Grafton i no a la riba del Mersey, ja que aquesta zona era part dels molls de Liverpool. La zona compresa entre Admiral Street i Princes Road és conegut com a Princes Park, després que el parc proper.
Garswood Street i Elswick Street han sigut llocs de rodatge de les sèries televisives de la BBC Boys from the Blackstuff escrits per Alan Bleasdale i Bread, escrit per Carla Lane. El 2007, els residents de la zona Shorefields de Dingle signaren una petició per bloquejar els plans per a un nou desenvolupament residencial de dotze plantes al infilled Herculaneum Dock.
Les estacions de tren més properes són Brunswick per a les persones que viuen a la zona de Grafton Street i St Michaels per als que viuen a la zona de Dingle Lane. Les dues estacions són a la línia del nord de la xarxa Merseyrail. Els trens parteixen del centre de Liverpool cap a Southport i Hunts Cross.
Els serveis d'autobús són proporcionats per Arriva, Stagecoach i Merseytravel.